# Prochiloneurus modestus
Prochiloneurus modestus är en stekelart som först beskrevs av Timberlake 1924.  Prochiloneurus modestus ingår i släktet Prochiloneurus och familjen sköldlussteklar. Inga underarter finns listade i Catalogue of Life.